# Карл Леле
непознато
Карл Леле (Немачко царство, 2. децембар 1872. — непознато, 1930) био је немачки веслач на прелазу из 19. у 20. век, учесник Летњих олимпијскиих игара 1900. Био је члан немачког веслачког клуба Лудвигсхафен из Лудвигсхафена.
На Олимпијским играма 1900. такмичио се као члан немачке екипе у дисцилини четверац са кормиларом. У такмичењу четвераца са кормиларом десило се нешто необично за велика спортска такмичења. Због неслагања такмичара и судија после трка у предтакмичењу одлучено је да се званично одрже две финалне трке тзв. А и Б финале. Победницима финала су подељена два комплета медаља. МОК је касније признао резултате, а тиме и освајаче медаља оба финала.
Посаду су поред њега чинили Ото Фикајзен, Ернст Феле, Херман Вилкер и кормилар Франц Креверат. Веслали су у А финалу и освојили бронзану медаљу.